# Campeonato Europeo de Lucha de 1989
El XLI Campeonato Europeo de Lucha se celebró en el año 1989 en dos sedes distintas. Las competiciones de lucha grecorromana en Oulu (Finlandia) y las de lucha libre masculina en Ankara (Turquía). Fue organizado por la Federación Internacional de Luchas Asociadas (FILA) y las correspondientes federaciones nacionales de los países sedes respectivos.

## Resultados

### Lucha grecorromana
| Evento | Oro                         | Plata                      | Bronce                                            |
| ------ | --------------------------- | -------------------------- | ------------------------------------------------- |
| 48 kg  | Markus Scherer RFA          | Daniel Yankov Bulgaria     | Oleg Kucherenko URSS                              |
| 52 kg  | Senad Rizvanović Yugoslavia | Ismo Kamesaki · Finlandia  | Valentin Krumov Bulgaria                          |
| 57 kg  | Keijo Pehkonen · Finlandia  | Emil Ivanov Bulgaria       | Serguei Bulanov URSS                              |
| 62 kg  | Ryszard Wolny · Polonia     | József Szuromi · Hungría   | Guennadi Atmakin URSS                             |
| 68 kg  | Attila Repka · Hungría      | Mnatsakan Iskandarian URSS | Jukka Loikas · Finlandia · Ghani Yalouz · Francia |
| 74 kg  | Petar Tenev Bulgaria        | Torbjörn Kornbakk · Suecia | Jaroslav Zeman Checoslovaquia                     |
| 82 kg  | Mijail Mamiashvili URSS     | Piotr Stępień · Polonia    | Olaf Koschnitzke RDA                              |
| 90 kg  | Vladimir Popov URSS         | Maik Bullmann RDA          | Andreas Steinbach RFA                             |
| 100 kg | Andrzej Wroński · Polonia   | Ion Ieremciuc Rumania      | Viacheslav Klimenko URSS                          |
| 130 kg | Alexandr Karelin URSS       | Sławomir Zrobek · Polonia  | Tomas Johansson · Suecia                          |

1. ↑  Excepcionalmente, la FILA da como ganadores de la medalla de bronce en esta categoría a dos luchadores.

### Lucha libre
| Evento | Oro                        | Plata                                             | Bronce                      |
| ------ | -------------------------- | ------------------------------------------------- | --------------------------- |
| 48 kg  | Gnel Medzhlumian URSS      | llyas Şükrüoğlu Turquía                           | Reiner Heugabel RFA         |
| 52 kg  | Valentin Yordanov Bulgaria | Mijail Kushnir URSS                               | Aslan Seyhanlı Turquía      |
| 57 kg  | Ahmet Ak Turquía           | Kamaludin Abduldaikov URSS                        | Jürgen Scheibe RFA          |
| 62 kg  | Alben Kumbarov Bulgaria    | Karsten Polky RDA                                 | Giovanni Schillaci · Italia |
| 68 kg  | Nikolai Kasabov Bulgaria   | Georg Schwabenland RFA                            | Yüksel Dincer Turquía       |
| 74 kg  | Nazyr Gadzhijanov URSS     | Valentin Zhelev Bulgaria                          | Fevzi Şeker Turquía         |
| 82 kg  | —                          | Necmi Gençalp Turquía Jozef Lohyňa Checoslovaquia | Elmadi Zhabrailov URSS      |
| 90 kg  | Vagab Kazibekov URSS       | Mehmet Türkkaya Turquía                           | Dimitri Markov Bulgaria     |
| 100 kg | Aravat Sabeyev URSS        | Hayri Sezgin Turquía                              | Stoyan Nenchev Bulgaria     |
| 130 kg | Aslan Jadartsev URSS       | Ayhan Taşkın Turquía                              | Kiril Barbutov Bulgaria     |

1. ↑  Excepcionalmente, la FILA no otorgó en esta categoría la medalla de oro a ninguno de los dos luchadores que disputaron la final, sino que ambos obtuvieron la plata.

## Medallero
| Núm. | País           | Oro | Plata | Bronce | Total |
| ---- | -------------- | --- | ----- | ------ | ----- |
| 1    | URSS           | 8   | 3     | 5      | 16    |
| 2    | Bulgaria       | 4   | 3     | 4      | 11    |
| 3    | Polonia        | 2   | 2     | 0      | 4     |
| 4    | Turquía        | 1   | 5     | 3      | 9     |
| 5    | RFA            | 1   | 1     | 3      | 5     |
| 6    | Finlandia      | 1   | 1     | 1      | 3     |
| 7    | Hungría        | 1   | 1     | 0      | 2     |
| 8    | Yugoslavia     | 1   | 0     | 0      | 1     |
| 9    | RDA            | 0   | 2     | 1      | 3     |
| 10   | Checoslovaquia | 0   | 1     | 1      | 2     |
| 10   | Suecia         | 0   | 1     | 1      | 2     |
| 12   | Rumania        | 0   | 1     | 0      | 1     |
| 13   | Francia        | 0   | 0     | 1      | 1     |
| 13   | Italia         | 0   | 0     | 1      | 1     |
|      | TOTAL          | 19  | 21    | 21     | 61    |